# الجمعية التونسية لخريجي المدارس العليا الفرنسية
الجمعية التونسية لخريجي المدارس العليا الفرنسية (بالفرنسية: Association des Tunisiens des grandes écoles أو اختصارا ATUGE)‏ هي جمعية غير ربحية تأسست في 1990 لجمع شبكة من الطلاب التونسيين وخريجي المدارس العليا الفرنسية للهندسة والتجارة.

الجمعية لديها تمثيل قانوني في كل من تونس العاصمة وباريس ولندن. لديها كذلك فروع في مدن بوردو وليون وغرونوبل وليل وتولوز ونيس.

لدى الجمعية حوالي 6000 عضو، ولتنشيط هذه الشبكة، لديها مكتب طلبة ونوادي مهنية: فالاستشارات والمياه والطاقة والبيئة ورجال الأعمال والتمويل والتكوين والصناعة والإعلام والثقافة وتكنولوجيا المعلومات والاتصال. هذه النوادي تنظم طيلة السنة عدة مؤتمرات، يستدعى فيها مهنيون ومختصون في كل مجال.

## التاريخ
أسست الجمعية في 1990 بهدف استقبال الطلبة التونسيين في فرنسا المسجلين في الأقسام التحضيرية والمدارس العليا، ومساعدتهم والإحاطة بهم للاندماج في محيطهم الجديد. بمرور السنوات، توسعت الجمعية وأصبحت جمعية معترف بها لتنوع وجودة فعالياتها (منتدى للتوظيف ومؤتمرات وأنشطة ثقافية ورياضية) عادة ما تكون مفتوحة للجميع.

## الأهداف
تتمثل أهداف الجمعية في:
- تنشيط شبكة من الأعضاء وتطوير أواصر الصداقة والتضامن بينهم بروح من الانفتاح على الجميع.
- تسهيل استقبال الطلبة التونسيين في فرنسا الذين هم في الأقسام التحضيرية والمدارس العليا.
- تعزيز فرص العمل والتطوير الوظيفي لأعضائها في فرنسا وتونس.
- تشجيع روح المبادرة وريادة الأعمال بين أعضائها.
- أن تكون الجمعية نقطة التقاء واتصال مع الفاعلين الاقتصاديين، الموظيفن والجمعيات والمؤسسات العمومية في فرنسا وتونس.
- تعزيز الشراكة والتبادلات الاقتصادية والتكنولوجية بين تونس وفرنسا، وفي الفضاء الأورو-متوسطي.

## الإدارة

### فرنسا
في 15 أكتوبر 2011، انتخب بشير التركي رئيسا للجمعية فاجتماع الجمعية العامة، وذلك خلفا لماهر بربورة والذي بدوره عوض وسام غربال بعد تجديد مجلس الإدارة في نوفمبر 2008. يوجد أسفله قائمة رؤساء الجمعية:
- 1989 - 1991: إلياس الجويني.
- 1991 - 1993: منصف السطمبولي.
- 1993 - 1995: سامي زغال.
- 1995 - 1996: محمد براهم.
- 1996 - 2000: محمد قباع.
- 2000 - 2001: عادل بن حاج يدر.
- 2001 - 2006: أمين علولو.
- 2006 - 2008: وسام غربال.
- 2008 - 2011: ماهر بربورة.
- 2011 - 2012: بشير التركي.

### تونس
انتخب مهدي قداس رئيسا للجمعية من قبل الجمعية العامة في 12 مارس 2011.

خالد عبد الجواد عين رئيسا مؤقتا بعد تعيين سامي الزاوي ككاتب دولة لدى وزير الصناعة والتكنولوجيا مكلف بتكنولوجيات الاتصال في حكومة محمد الغنوشي الثانية إثر الثورة التونسية. الزواي بدوره كان قد عوض في 4 أبريل 2009 حسن الزرقوني الذي أعيد انتخابه لولاية ثانية لمدة عامين في 14 أبريل 2007.

## روابط خارجية
- الموقع الرسمي.